# Janina Kalicińska
Janina Kalicińska (ur. 26 maja 1920 w Wierzchosławicach, zm. 30 kwietnia 2020) – pedagog, folklorystyka, etnochoreografka. Specjalistka z zakresu folkloru krakowskiego, w tym praktycznej prezentacji folkloru na scenie. Ekspertka polskiej sekcji CIOFF.

## Życiorys
Urodziła się w Wierzchosławicach w powiecie tarnowskim. Oboje rodziców – Adolf i Ludmiła – byli nauczycielami i społecznikami. Organizowali kursy, amatorskie zespoły artystyczne. Dzięki rodzicom od dziecka miała okazję uczestniczyć w przygotowaniach różnych inscenizacji i widowisk teatralnych. Od dziecka interesowała się baletem i tańcem.
Jeszcze przed wojną, w 1938, rozpoczęła studia na Wyższej Szkole Pedagogicznej w Katowicach, ale ukończyła je po wojnie w 1945. Po jednym z występów, które przygotowała w Dankowicach, została zauważona przez kuratora oświatowego i na jego wniosek w 1947 roku przeniosła się do Krakowa. Dostała wówczas stanowisko instruktorki tańca w Wojewódzkim Ośrodku Metodycznym Kuratorium Okręgu Szkolnego w Krakowie. Niedługo potem trafiła na miesięczne szkolenia z choreografii, reżyserii i scenografii prowadzone m.in. przez Iwo Galla. W późniejszych latach uczestniczyła również w czteroletnim studium związanym z choreografią i ogólniej ze sztuką sceniczną. Tam poznała profesor Jadwigę Mierzejewską, z którą później współpracowała przy organizacji Centralnych Dożynek.
Janina Kalicińska współpracowała z wieloma zespołami ludowymi. W pracy kierowała szkolnymi zespołami z Krakowa. Była m.in. instruktorką w Zawodowej Szkole dla Głuchoniemych w Krakowie. Dojeżdżała także do odleglejszych zespołów np. do Opoczna. Zajmowała się ponadto reżyserią różnych występów. Przygotowywała układy dla małych, wiejskich zespołów i dla dużych imprez dożynkowych.
Na dłużej związała się z dwoma zespołami. Pełniła funkcję kierowniczki artystycznej i choreografki zespołu Krakowiaków Ziemi Brzeskiej, który w 1967 roku utworzyli nauczyciele z Brzeska i okolic. Przez 22 lata, od 1986 roku, była również kierowniczką artystyczną i choreografką Zespołu Regionalnego „Mogilanie”.
Pracowała jako wykładowca na studiach folklorystycznych w Nowym Sączu i w Poznaniu. Wykładała również na wielu seminariach i warsztatach dla instruktorów i instruktorek tańca.
Zasiadała w komisjach różnych festiwali i koncertów. Przez lata związana była m.in. z Festiwalem Folkloru Górali Polskich w Żywcu oraz Międzynarodowym Festiwalem Folkloru Ziem Górskich w Zakopanem.
W 2009 roku otrzymała tytuł Honorowego Obywatela Powiatu Krakowskiego.

## Nagrody i odznaczenia
- Złoty Krzyż Zasługi.
- Krzyż Kawalerski Orderu Odrodzenia Polski.
- Srebrny Medal „Zasłużony Kulturze – Gloria Artis”.
- Laureatka nagrody im. Oskara Kolberga (w 1992 roku) w uznaniu zasług w dziedzinie działalności naukowej, animacji i upowszechniania kultury ludowej[1].
- Odznaka Honorowa Województwa Małopolskiego – Złoty Krzyż Małopolski (w maju 2015).